# Tillandsia esseriana
Tillandsia esseriana är en gräsväxtart som beskrevs av Werner Rauh och Lyman Bradford Smith. Tillandsia esseriana ingår i släktet Tillandsia och familjen Bromeliaceae. Inga underarter finns listade i Catalogue of Life.